# Brüssel–Paris
Das Straßenradrennen Brüssel–Paris war ein Radsportwettbewerb für Berufsfahrer, der als Eintagesrennen von 1910 bis 1942 zwischen dem belgischen Brüssel und dem französischen Paris veranstaltet wurde.

## Geschichte
1910 wurde das Rennen durch die französische Sportzeitschrift L’Écho des Sports begründet und mit einigen Unterbrechungen bis 1942 veranstaltet. Es war ein Rennen für Berufsfahrer und hatte acht Austragungen. 
1928 stürzten die Spitzenreiter im Tunnel der Buffalo-Radrennbahn in Paris. Der Sieger wurde danach in einem Punktefahren ermittelt.

## Palmarès
- 1910  Louis Mottiat
- 1911–1923 nicht ausgetragen
- 1924  Hector Martin
- 1925  Armand Thewis
- 1926  Gerard Debaets
- 1927  Maurice Ville
- 1928  Joseph Dervaes
- 1929  Hector Van Rossem
- 1930–1941 nicht ausgetragen
- 1942  Marcel Kint